# Stenus laciniferus
Stenus laciniferus es una especie de escarabajo del género Stenus, familia Staphylinidae. Fue descrita científicamente por Mainda en 2017.
Habita en Indonesia (Borneo).